# Thomas Niu Hui-qing

Wappen

Thomas Niu Hui-qing (chinesisch 牛會卿, Pinyin Niú Huìqīng, W.-G. Niu Hui-ching; * 18. September 1895 in Xian (Cangzhou); † 28. Februar 1973) war ein chinesischer römisch-katholischer Geistlicher, Bischof von Yanggu und Apostolischer Administrator in China und Taiwan.

## Leben
Niu wurde am 30. September 1923 zum Priester geweiht. Ab 1943 war er Apostolischer Vikar von Yanggu und Titularbischof von Sertei. Im Jahr 1946 ernannte ihn der Heilige Stuhl zum Bischof von Yanggu. Von 1948 bis 1969 war er Apostolischer Administrator der Apostolischen Präfektur Chiayi in Taiwan und von 1948 bis zu seinem Tod im Jahr 1973 Apostolischer Administrator der Diözese Funing in der chinesischen Provinz Fujian. Nach seiner durch die politischen Umstände bedingten Flucht aus China im Februar 1951 hatte er dieses Amt jedoch nur noch dem Namen nach inne.
Niu nahm zwischen 1962 und 1965 an drei Sitzungen des Zweiten Vatikanischen Konzils in Rom teil.